# معاملة المثليين في ساموا الأمريكية
يواجه الأشخاص من المثليين والمثليات ومزدوجي التوجه الجنسي والمتحولين جنسياً (اختصاراً: LGBT) في الإقليم غير المدمج للولايات المتحدة ساموا الأمريكية تحديات قانونية لا يواجهها غيرهم من المغايرين جنسيا.
أصبح النشاط الجنسي المثلي قانونيًا في الإقليم في عام 1980، لكن الشركاء المثليين غير مؤهلين للحصول على الحقوق والفوائد المتاحة للأزواج المغايرين.

## قانونية النشاط الجنسي	المثلي
صدر القانون الجنائي الأول ضد السدومية في عام 1963. جعل القانون السدومية غير قانونية للشركاء الذكور المثليين والشركاء المغايرين، لكنه لم يتطرق إلى الجنس بين الشريكات الإناث من المثليات.
في عام 1979، عدل البرلمان قانون العقوبات لذلك أصبحت السدومية بالتراضي غير قانونية، إلا إذا انطوي على الأعمال العامة، والدعارة، القصر أو شخص غير قادر على إعطاء الموافقة بسبب خلل عقلي. دخل القانون حيز التنفيذ في عام 1980.
أصبح النشاط الجنسي المثلي قانونيًا في ساموا الأمريكية منذ عام 1980.

## الاعتراف القانوني بالعلاقات المثلية
لا يحدد قانون ساموا الأمريكية المشروح جنس الأطراف في الزواج، ولكنه يشير إلى عمر «الذكر» و «الأنثى». وينص على استخدام شكل تعرف فيه الأطراف الوالدين الذين ترتبط بهم بأنهم «الابن» و «الابنة».
عرض النائب سوا كارل شوستر مشروع قانون لحظر زواج المثليين في عام 2003. وقال إنه يأمل في تحديد موقف الإقليم بوضوح من أجل تجنب دعاوى قضائية مثل تلك الموجودة في البر الرئيسي للولايات المتحدة. أشار العديد من مؤيدي مشروع القانون إلى إيمانهم المسيحي كسبب لدعمهم اقتراحه. صوتت اللجنة القضائية في مجلس النواب ضده ثم قام مجلس الشيوخ بكامله برفضه أيضا.
من غير المؤكد كيف يمكن أن تنطبق قضية أوبرغيفل ضد هودجز على ساموا الأمريكية لأن مواطنيها يحملون جنسية الولايات المتحدة بالولادة وليسوا مواطنين. قال تالويغا إلسالو ألب، المدعي العام في ساموا الأمريكية، بعد الحكم الصادر في عام 2015 أن مكتبه «يراجع القرار لتحديد مدى انطباقه على ساموا الأمريكية».

## ملخص
| قانونية النشاط الجنسي المثلي                                                             | (منذ عام 1980)                                   |
| المساواة في السن القانوني للنشاط الجنسي                                                  | (منذ عام 1980)                                   |
| قوانين مكافحة التمييز في التوظيف                                                         | No                                               |
| قوانين مكافحة التمييز في توفير السلع والخدمات                                            | No                                               |
| قوانين مكافحة التمييز في جميع المجالات الأخرى (تتضمن التمييز غير المباشر، خطاب الكراهية) | No                                               |
| قوانين جرائم الكراهية تشمل التوجه الجنسي والهوية الجندرية                                | No                                               |
| زواج المثليين                                                                            | [ 7 ]                                            |
| الاعتراف القانوني بالعلاقات المثلية                                                      | No                                               |
| تبني أحد الشريكين للطفل البيولوجي للشريك الآخر                                           | No                                               |
| التبني المشترك للأزواج المثليين                                                          | No                                               |
| يسمح للمثليين والمثليات ومزدوجي التوجه الجنسي بالخدمة علناً في القوات المسلحة             | (منذ عام 2011)                                   |
| يسمح للمتحولين جنسيا بالخدمة علناً في القوات المسلحة                                      | (منذ عام 2018)                                   |
| الحق بتغيير الجنس القانوني                                                               | No                                               |
| علاج التحويل محظور                                                                       | No                                               |
| الحصول على أطفال أنابيب للمثليات                                                         | No                                               |
| الأمومة التلقائية للطفل بعد الولادة                                                      | No                                               |
| تأجير الأرحام التجاري للأزواج المثليين من الذكور                                         | (محظور لجميع الأزواج بغض النظر عن التوجه الجنسي) |
| السماح للرجال الذين مارسوا الجنس الشرجي بالتبرع بالدم                                    | No                                               |